# Rektoskopia
Rektoskopia (anoskopia, proktoskopia) należy do badań wziernikowych (endoskopowych) końcowego odcinka przewodu pokarmowego wykonywanych sztywnymi wziernikami.
Zależnie od zakresu wziernikowania dolnego odcinka przewodu pokarmowego i zastosowanego sprzętu rozróżnia się następujące badania endoskopowe:
- anoskopia – wziernikowanie kanału odbytu i końcowego odcinka odbytnicy
- rektoskopia – wziernikowanie całej odbytnicy
- rektoromanoskopia – rektoskopia rozszerzona o badanie końcowego odcinka esicy
- sigmoidoskopia – wziernikowanie końcowego odcinka jelita grubego z esicą włącznie
- rektosigmoidoskopia – wziernikowanie odbytnicy i końcowego odcinka esicy
- kolonoskopia – wziernikowanie całego jelita grubego.

## Wskazania
- każde krwawienie z odbytu
- ból w okolicy odbytu
- zaburzenia rytmu wypróżnień
- zmiana kształtu oddawanego stolca (stolce ołówkowate)
- bezwiedne oddawanie stolca
- obecność guzków w okolicy odbytu
- uczucie bezproduktywnego parcia na stolec
- podejrzenie endometriozy umiejscowionej w odbytnicy

## Przeciwwskazania
- megacolon toxicum
- ostre zapalenie otrzewnej
- podejrzenie perforacji jelita
- podejrzenie zapalenia uchyłka jelita
- brak współpracy z chorym

## Przebieg badania
Badanie wykonuje się w pozycji kolankowo-łokciowej. Pierwszym etapem jest oglądanie okolicy odbytu, następnie badanie per rectum i dopiero w dalszej kolejności wprowadzenie rektoskopu do światła odbytnicy. Obowiązuje powolne, pod kontrolą wzroku coraz głębsze wprowadzanie instrumentu, absolutnie nie wolno forsować siłowo napotykanych oporów (można usiłować rozszerzyć jelito poprzez wdmuchanie do wewnątrz światła jelita powietrza poprzez dołączoną do rektoskopu pompkę). W trakcie badania, zwykle po wprowadzeniu instrumentu do zagięcia prostniczo-kątniczego (głębokość około 13–15 cm) pojawia się ból, odczuwany przez badanego w dole brzucha, któremu zwykle towarzyszy odruchowe obkurczenie jelita, które może uniemożliwić dalsze badanie.

Przeczytaj ostrzeżenie dotyczące informacji medycznych i pokrewnych zamieszczonych w Wikipedii.